# Чтобы вы поняли… ум
«Что́бы вы по́няли… ум» (англ. The Mind, Explained) — американский документальный мини-сериал
Netflix, состоящий из двух сезонов. В первом сезоне рассказчиком выступила Эмма Стоун, во втором — Джулианна Мур. Сериал исследует такие темы, как то, что происходит в человеческом мозге, когда он видит сны или употребляет психоделические препараты. Эпизоды посвящены ответам на важные вопросы по пяти ключевым темам: память, сны, тревожность, осознанность и психоделики. Сериал является спин-оффом другого телевизионного шоу Netflix «Разъяснения» от Vox.
В сериале сочетаются различные форматы, такие как интервью, мультфильмы и анимация, чтобы сделать сложные темы более лёгкими для восприятия.

## Список серий
| Сезон | Серии | Серии | Даты показа      | Даты показа      |
| ----- | ----- | ----- | ---------------- | ---------------- |
| 1     | 5     | 5     | 12 сентября 2019 | 12 сентября 2019 |
| 2     | 5     | 5     | 19 ноября 2021   | 19 ноября 2021   |

В сезонах по 5 серий, каждая из которых продолжительностью около 20 минут.

### Сезон 1 (2019)
| № общий | № в сезоне | Название       | Дата премьеры    |
| ------- | ---------- | -------------- | ---------------- |
| 1       | 1          | «Память»       | 12 сентября 2019 |
| 2       | 2          | «Сны»          | 12 сентября 2019 |
| 3       | 3          | «Тревога»      | 12 сентября 2019 |
| 4       | 4          | «Осознанность» | 12 сентября 2019 |
| 5       | 5          | «Психоделики»  | 12 сентября 2019 |

### Сезон 2 (2021)
| № общий | № в сезоне | Название              | Дата премьеры  |
| ------- | ---------- | --------------------- | -------------- |
| 6       | 1          | «Как сосредоточиться» | 19 ноября 2021 |
| 7       | 2          | «Мозг подростков»     | 19 ноября 2021 |
| 8       | 3          | «Личность»            | 19 ноября 2021 |
| 9       | 4          | «Креативность»        | 19 ноября 2021 |
| 10      | 5          | «Промывка мозгов»     | 19 ноября 2021 |

## Рецензии
Сериал вышел в мировой прокат 12 сентября 2019 года на Netflix и получил преимущественно хвалебные отзывы критиков.
Обозреватель сайта Decider Джоэл Келлер назвал сериал «одним из тех сериалов, которые вы включаете, когда просто хотите посмотреть что-то короткое и интересное, без необходимости следовать сюжету. И хотя временами он может быть поверхностным, как правило, после каждого эпизода вы узнаете что-то о своём мозге, чего не знали ранее». Грег Уилер, пишущий для веб-ресурса The Review Geek, также дал высокую оценку этому проекту, назвав его «возможно не самым сложным с точки зрения мозговой деятельности документальным сериалом на эту тему, но с достаточным количеством увлекательного материала, чтобы сделать просмотр познавательным и интересным».
Многие рецензенты сочли первый эпизод сериала неудачным по сравнению с другими.